# لانغنهاغن
لانغنهاغن (بالألمانية: Langenhagen) هي بلدة ألمانية تقع في ألمانيا في Hanover region.  يقدر عدد سكانها بـ 51,004 نسمة .

## المدن التوأمة
مدن London Borough of Southwark و نوفو ميتسو هي مدن توأمة لـلانغنهاغن.

## أعلام
- كاترين شميت
- كيم جراجديك